# Das Duo: Falsche Träume
Falsche Träume ist ein deutscher Fernsehfilm von Thomas Jauch aus dem Jahr 2004. Es handelt sich um den siebten Filmbeitrag der ZDF-Kriminalfilmreihe Das Duo.

## Handlung
Die beiden Kommissarinnen Lizzy Krüger und Marion Ahrens ermitteln in dem Todesfall des Au-pair-Mädchens Natascha. Die Neunzehnjährige wurde tot im Elbe-Trave-Kanal gefunden und war, wie sich nach der Obduktion herausstellt, im dritten Monat schwanger. Sie arbeitete bei der Familie Kunert, deren kleine Tochter sie beaufsichtigte. Dem ersten Anschein nach handelt es sich um eine intakte Familie, aber schon bald bemerken die Ermittlerinnen, dass sich hinter der schönen Fassade doch keine heile Welt befindet. Bei den Kunerts lebt die Mutter der Ehefrau, die sehr dominant ist und ihrer Tochter Manuela noch immer Vorschriften machen will. Da sie selbst ihr Leben lang arm war, ist es ihr ungeheuer wichtig, dass Manuela sich in ihr Schicksal fügt, ihrem Mann treu ist und ihm mögliche Verfehlungen vergibt.
Krüger und Ahrens halten Jürgen Kunert für den Vater von Natschas Kind und vermuten hier ein mögliches Tatmotiv. Ein Gen-Test soll Klarheit darüber verschaffen. Dabei stellt sich heraus, dass Stiefsohn Nico der Kindsvater ist. Jürgen Kunert ist dagegen zeugungsunfähig. Somit kann die kleine Tochter Anna nicht von ihm sein und die Kommissarinnen kommen einem wohlbehüteten Geheimnis der Familie auf die Spur. Die duldsame Manuela hatte vor sechs Jahren eine Affäre mit dem Schausteller Chris Liebermann und Anna ist dessen Kind. Als Jürgen Kunert das herausfindet, bricht für ihn eine Welt zusammen. Kurz darauf wird Chris, der gerade in der Stadt ist und Manuela wieder treffen wollte, durch einen Stromschlag getötet. Krüger und Ahrens schließen ein Tötungsdelikt nicht aus. Die Kriminaltechnik konnte Fußspuren und Erde am Tatort finden, die nur vom Täter stammen kann. Da es sich hierbei um einen speziellen Hochmoortorf handelt, mit dem Gärtner fleischfressende Pflanzen kultivieren, führt diese Spur zu Manuela Kunerts Mutter Lisbeth Wernstedt. Sie hat mit allen Mitteln versucht, den Schein der heilen Welt ihrer Familie aufrechtzuerhalten. Als sie Nataschas Schwangerschaft bemerkte, vermutete sie, dass ihr Schwiegersohn der Vater sei, was das Ende der Ehe ihrer Tochter bedeutet hätte. Im Streit war Natascha tödlich gestürzt, was Lisbeth Wernstedt als Unfall tarnen wollte. Als dann auch noch Chris Liebermann auftauchte, sah sie darin die nächste Bedrohung und räumte auch ihn aus dem Weg.

## Produktionsnotizen
Falsche Träume wurde in Lübeck gedreht und am 18. September 2004 um 20:15 Uhr im ZDF erstausgestrahlt.

## Kritik
Die Kritiker der Fernsehzeitschrift TV Spielfilm vergaben eine mittlere Wertung (Daumen zur Seite) und befanden: „Einfältige Dialoge und klischeebelastete Darsteller schmälern das durchaus spannende Täterraten.“ Als Gesamtfazit zogen sie: „Hübsch konstruiert, aber mäßig gespielt“.